# 酸化コバルト(II)
酸化コバルト(II)(Cobalt(II) oxide)は黄緑から赤色の結晶、または灰色から黒色の粉末である。セラミックス産業では青色の釉薬およびエナメルに、化学産業ではコバルト(II)塩の合成に使われている。CoOの結晶はペリクレース（岩塩）構造で、格子定数は4.2615 Åである。

## 合成
赤熱した単体のコバルトに水蒸気を接触させて得られる。

## 分解
酸化コバルト(II,III)を950℃に熱すると酸化コバルト(II)と酸素に分解する。
{\displaystyle {\ce {2 Co3O4 -> 6 CoO\ + O2}}}

## 着色剤
酸化コバルト(II)は数世紀前から陶磁器の着色剤として使われ、古くは12世紀のドイツで使われていた。酸化コバルト(II)を添加された陶磁器はコバルトブルーと呼ばれる深青色に着色される。